# 崔鳴吉
崔鳴吉（1586年—1647年），字子謙，號遲川、滄浪，本貫全州崔氏，朝鮮王朝的文臣和政治人、外交家、性理學者及陽明學者。朝鮮王朝中期後金的侵略朝鮮時的主和派代表人。
曾参与仁祖反正，站在支持仁祖的一方。与金瑬一起推翻了光海君。
死後，諡號文忠。

## 著作
- 遲川遺集
- 遲川奏箚

## 影視作品
- 2014年 電視劇《三劍客》：全盧民 飾演
- 2017年 電影《南漢山城》：李炳憲 飾演

## 外部連結
- 崔鸣吉
- 崔鳴吉、Navercast 
- 崔鳴吉:韓國學歷代人物鍾合情報 （页面存档备份，存于） 